# Albert Schach von Wittenau
Wilhelm Albert Schach von Wittenau (* 28. April 1794 in Rosenberg; † 23. März 1877 in Dresden) war ein preußischer Generalleutnant und Kommandant von Danzig.

## Leben

### Herkunft
Albert war ein Sohn des Premierleutnants a. D. Johann Schach von Wittenau (1751–1827) und dessen Ehefrau Maria Anna, geborene von Pannwitz (1752–1822). Sein Bruder Leopold (1787–1862) wurde ebenfalls preußischer General.

### Militärkarriere
Schach trat im Jahr 1806 als Gefreitenkorporal in das Infanterieregiment „von Natzmer“ der Preußischen Armee ein. Am 6. Mai 1810 wurde er Unteroffizier der Artillerie und nahm 1812 während des Russlandfeldzuges an den Schlachten bei Smolensk, Borodino und Krasnoi teil. In der Schlacht an der Beresina wurde er verwundet.
Nach dem Feldzug avancierte Schach Ende Februar 1813 zum Sekondeleutnant der der Artillerie. Während der Befreiungskriege kämpfte er in den Gefechten bei Luckau und Dahme sowie bei der Belagerung von Torgau. Für Magdeburg wurde ihm das Eiserne Kreuz II. Klasse verliehen.
Nach dem Krieg stieg Schach bis Anfang Mai 1818 zum Kapitän auf. Am 5. Mai 1835 kam er als Artillerieoffizier vom Platz nach Berlin und wurde am 23. Mai 1835 auch Präses der Geschütz-Revisionskommssion. Mit Patent vom 2. Februar 1838 folgte am 30. April 1839 seine Beförderung zum Major, bevor er am 6. Januar 1842 Abteilungskommandeur der 4. Artillerie-Brigade wurde. Daran schloss sich vom 27. Februar 1844 bis zum 30. Juli 1848 eine Verwendung bei der Garde-Artillerie-Brigade. Anschließend beauftragte man Schach zunächst mit der Führung der 2. Artillerie-Brigade und ernannte ihn am 23. November 1848 zum Brigadier. In dieser Stellung wurde Schach am 8. Mai 1849 zum Oberstleutnant sowie am 18. Januar 1851 zum Oberst befördert.
Am 18. Mai 1854 wurde er Kommandant von Danzig und als solcher am 8. Juni 1854 à la suite des 2. Artillerie-Regiments gestellt. Schach stieg am 13. Juli 1854 zum Generalmajor auf, bevor er am 22. November 1858 den Charakter als Generalleutnant erhielt. Unter Verleihung des Sterns zum Roten Adlerordens II. Klasse mit Eichenlaub trat Schach am 17. Mai 1859 mit Pension in den Ruhestand. Er starb am 23. März 1877 in Dresden.

### Familie
Schach heiratete am 30. August 1824 in Danzig Rosalie von Frantzius (1807–1889), eine Tochter des Kaufmanns und Bankiers Johann Gotthard von Frantzius (1769–1849) und Enkelin von Theodosius Christian von Frantzius. Das Paar hatte mehrere Kinder:
- Thekla (* 1825)
- Ida (* 1826)
- Klara (1828–1861) ⚭ 1856 Oskar Bogun von Wangenheim (1830–1885), preußischer Generalleutnant
- Adele (1830–1880)
- Karoline Berta Ottilie Wilhelmine Ludoiska (1832–1876) ⚭ 1857 Maximilian von Frantzius (1832–1881)[2], Oberstleutnant z.D.